# El Mina (departement)
El Mina är ett departement i Mauretanien.   Det ligger i regionen Nouakchott-Sud, i den västra delen av landet.